# Vera Komissarzhevskaya
Vera Komissarzhévskaya (San Petersburgo, Rusia, 8 de noviembre de 1864-Taskent, 23 de febrero de 1910) fue una de las más importantes actrices de teatro y productoras durante el final del Imperio ruso, especialmente recordada por haber estrenado la obra de teatro de Antón Chéjov La gaviota en el rol de Nina, en 1896 en el Teatro Aleksandrinski de San Petersburgo.
Debutó en 1893, después de haber actuado como amateur en la Sociedad de Arte y Literatura creada por Konstantín Stanislavski. Posteriormente actuó junto a Vsévolod Meyerhold en la obra Hedda Gabler, de Henrik Ibsen.